# Sarah Stevenson
Sarah Diana Stevenson MBE (Doncaster, 30 maart 1983) is een Brits taekwondo-atlete. Stevenson werd vierde tijdens haar Olympische debuut in 2000. Tijdens de Spelen in 2008 won ze de bronzen plak in Peking.
Stevenson las de Olympische eed tijdens de opening van de Olympische Zomerspelen 2012.